# Stijn Taverne
Stijn Taverne (Amerongen, 20 november 1996) is een Nederlands acteur.

## Biografie
Taverne werd geboren in Amerongen. Op 12-jarige leeftijd werd hij gecast voor de rol van Boris van Walraven in de serie Penoza. Hoewel Taverne in het eerste seizoen nog een duidelijke bijrol vervulde, groeide zijn rol in de latere seizoenen. Ondertussen speelde Taverne in meerdere televisieseries, waaronder Verborgen Verhalen, Seinpost Den Haag en Van God Los. Hij had een grote rol in de Hoe overleef ik-serie als Jonas, een van de beste vrienden van hoofdpersoon Rosa. In 2013 had hij terugkerende rol in SpangaS, als de pestkop Paul. In 2014 maakte hij zijn filmdebuut in de televisiefilm Jongens van Mischa Kamp, die op Cinekid werd uitgeroepen tot beste familiefilm van 2014.
Naast zijn werk als acteur studeert Taverne anesthesiemedewerker en is hij actief als lid van de vrijwillige brandweer.

## Filmografie
- Juli (2009; korte film) - Marcus
- Verborgen Verhalen (2010; 2 afl.) - Barry
- Van God Los (2010; afl. Kortsluiting) - vriend Rody
- Penoza (2010-2017; 48 afleveringen) - Boris van Walraven
- Seinpost Den Haag (2011; afl. Praatjes) - Christian Willems
- Hoe overleef ik-serie (2011-2012; 12 afl.) - Jonas
- De zure inval (2013; korte film) - Roy
- SpangaS (2013; 7 afleveringen) - Paul
- Jongens (2014) - Stef
- Penoza: The Final Chapter (2019 film) - Boris van Walraven